# Anyphops namaquensis
Anyphops namaquensis là một loài nhện trong họ Selenopidae.
Loài này thuộc chi Anyphops. Anyphops namaquensis được George Newbold Lawrence miêu tả năm 1940.